# Oreophoetophasma
Oreophoetophasma is een geslacht van Phasmatodea uit de familie Diapheromeridae. De wetenschappelijke naam van dit geslacht is voor het eerst geldig gepubliceerd in 2002 door Zompro.

## Soorten
Het geslacht Oreophoetophasma is monotypisch en omvat slechts de volgende soort:
- Oreophoetophasma hennemanni Zompro, 2002